# Герсі (Мічиган)
Герсі (англ. Hersey) — селище (англ. village) в США, в окрузі Осеола штату Мічиган. Населення — 347 осіб (2020).

## Географія
Герсі розташоване за координатами 43°51′4″ пн. ш. 85°26′31″ зх. д. / 43.85111° пн. ш. 85.44194° зх. д. (43.851246, -85.442049).  За даними Бюро перепису населення США в 2010 році селище мало площу 2,84 км², уся площа — суходіл.

## Демографія
Згідно з переписом 2010 року, у селищі мешкало 350 осіб у 137 домогосподарствах у складі 94 родин. Густота населення становила 123 особи/км².  Було 165 помешкань (58/км²).
Расовий склад населення:
| - 96,6 % — білих - 0,3 % — корінних американців - 0,3 % — чорних або афроамериканців - 1,1 % — осіб інших рас |

До двох чи більше рас належало 1,7 %. Частка іспаномовних становила 2,6 % від усіх жителів.
За віковим діапазоном населення розподілялося таким чином: 26,3 % — особи молодші 18 років, 59,4 % — особи у віці 18—64 років, 14,3 % — особи у віці 65 років та старші. Медіана віку мешканця становила 40,3 року. На 100 осіб жіночої статі у селищі припадало 100,0 чоловіків;  на 100 жінок у віці від 18 років та старших — 98,5 чоловіків також старших 18 років.
Середній дохід на одне домашнє господарство  становив 45 792 долари США (медіана — 42 500), а середній дохід на одну сім'ю — 46 639 доларів (медіана — 45 625). Медіана доходів становила 36 250 доларів для чоловіків та 27 500 доларів для жінок. За межею бідності перебувало 29,9 % осіб, у тому числі 62,6 % дітей у віці до 18 років та 2,3 % осіб у віці 65 років та старших.
Цивільне працевлаштоване населення становило 140 осіб. Основні галузі зайнятості: виробництво — 24,3 %, освіта, охорона здоров'я та соціальна допомога — 18,6 %, роздрібна торгівля — 12,9 %, мистецтво, розваги та відпочинок — 10,0 %.